# Al-Bab
Al-Bab (arab. ‏الباب‎) – miasto w północnej Syrii w muhafazie Aleppo. 63 069 mieszkańców (2004). Ośrodek przemysłowy.
Miasto jest siedzibą władz dystryktu Al-Bab i podystryktu Al-Bab.

## Historia
1 sierpnia 2012 miasto zostało przejęte przez rebeliantów, następnie było kontrolowane przez terrorystów ISIS, 27 lutego 2017 zdobyte przez wojska Turcji i sprzyjające im oddziały.